# Strumigenys cultrigera
Strumigenys cultrigera is een mierensoort uit de onderfamilie van de Myrmicinae. De wetenschappelijke naam van de soort is voor het eerst geldig gepubliceerd in 1887 door Mayr.